# 鳥羽港

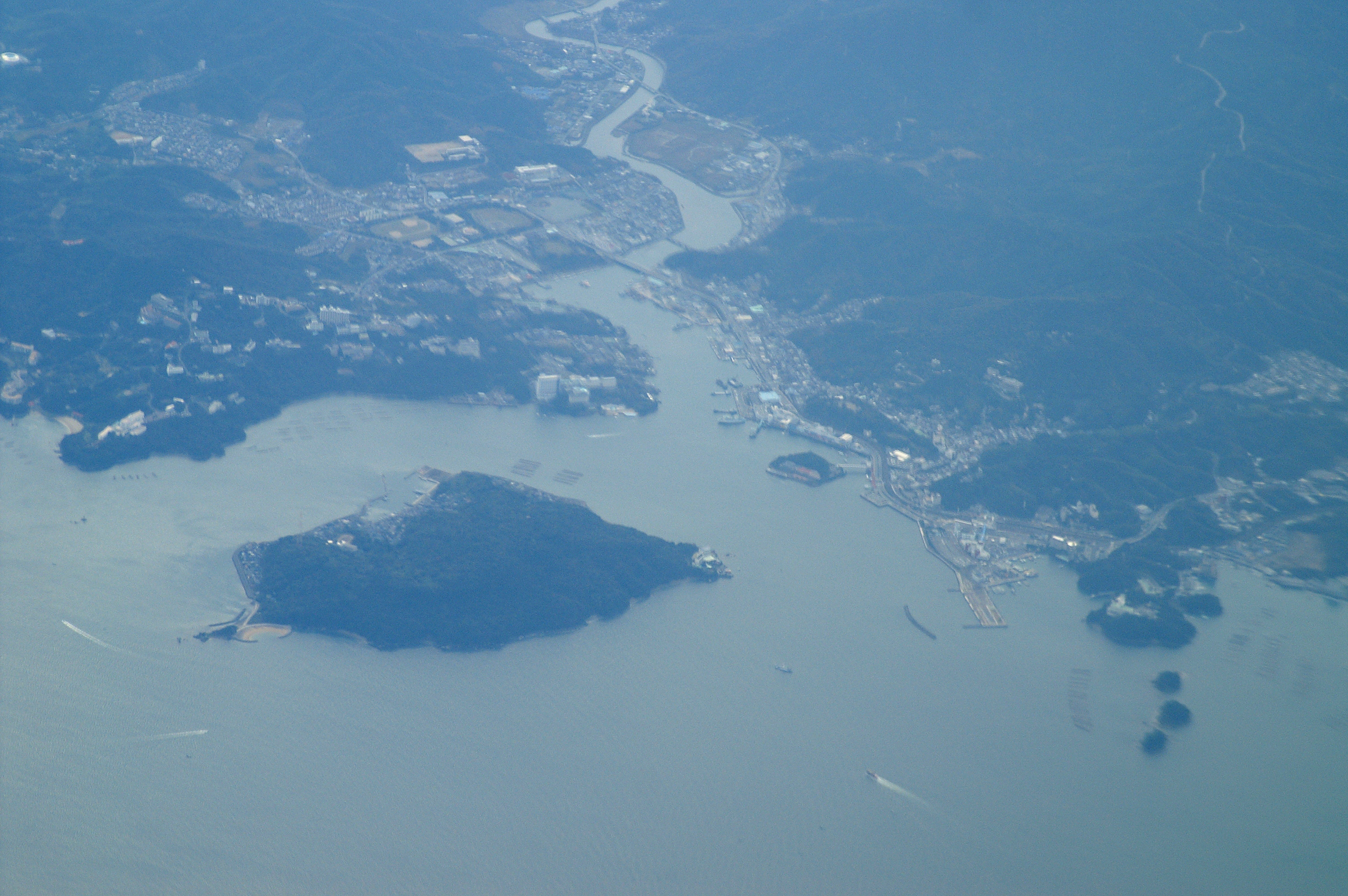
上空から見た鳥羽港。中央左寄りの島が坂手島。

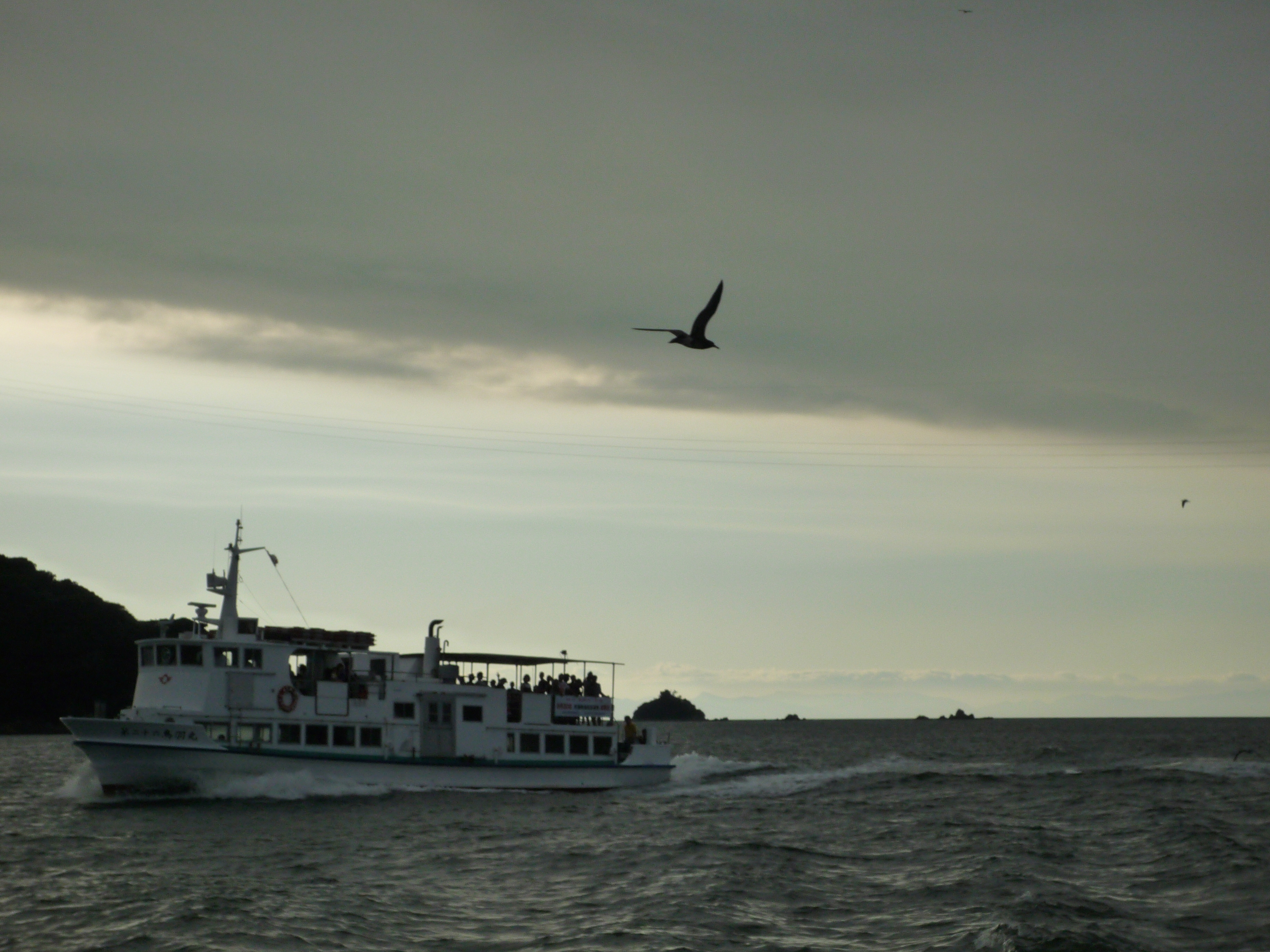
鳥羽湾のカモメと鳥羽市営定期船

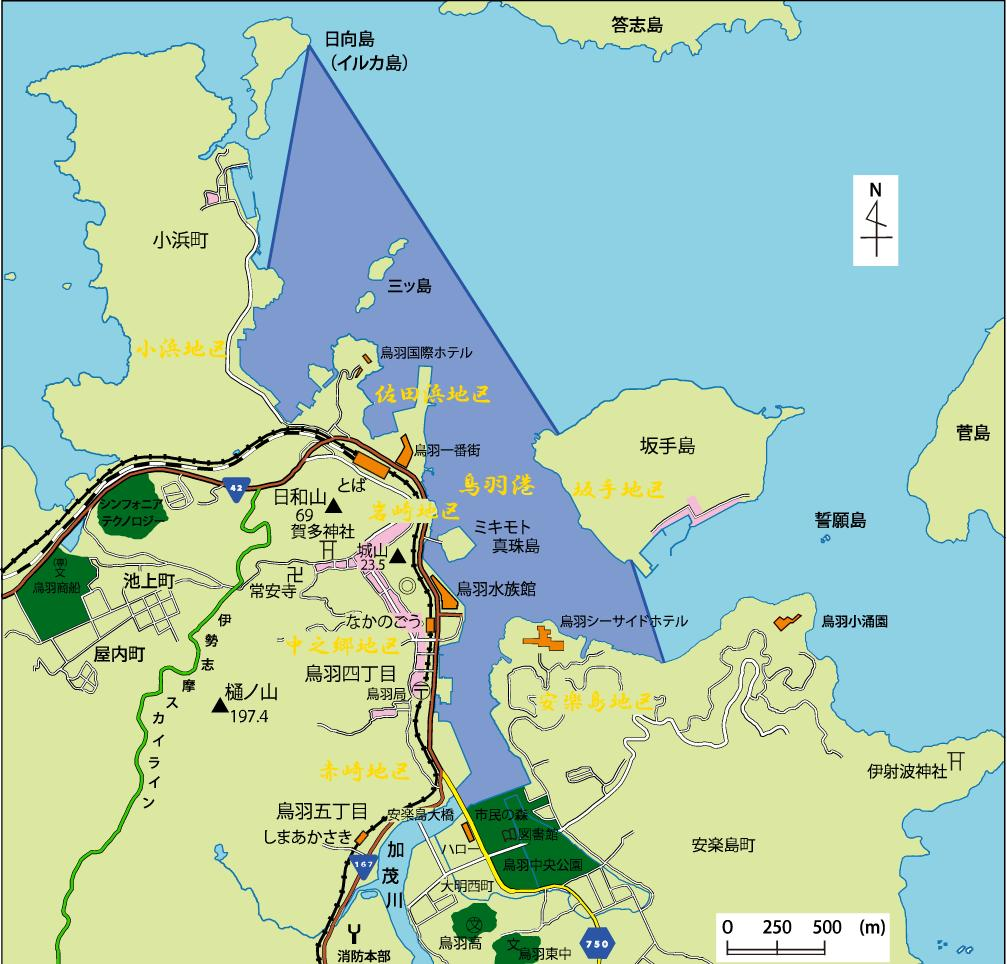
鳥羽港の範囲図

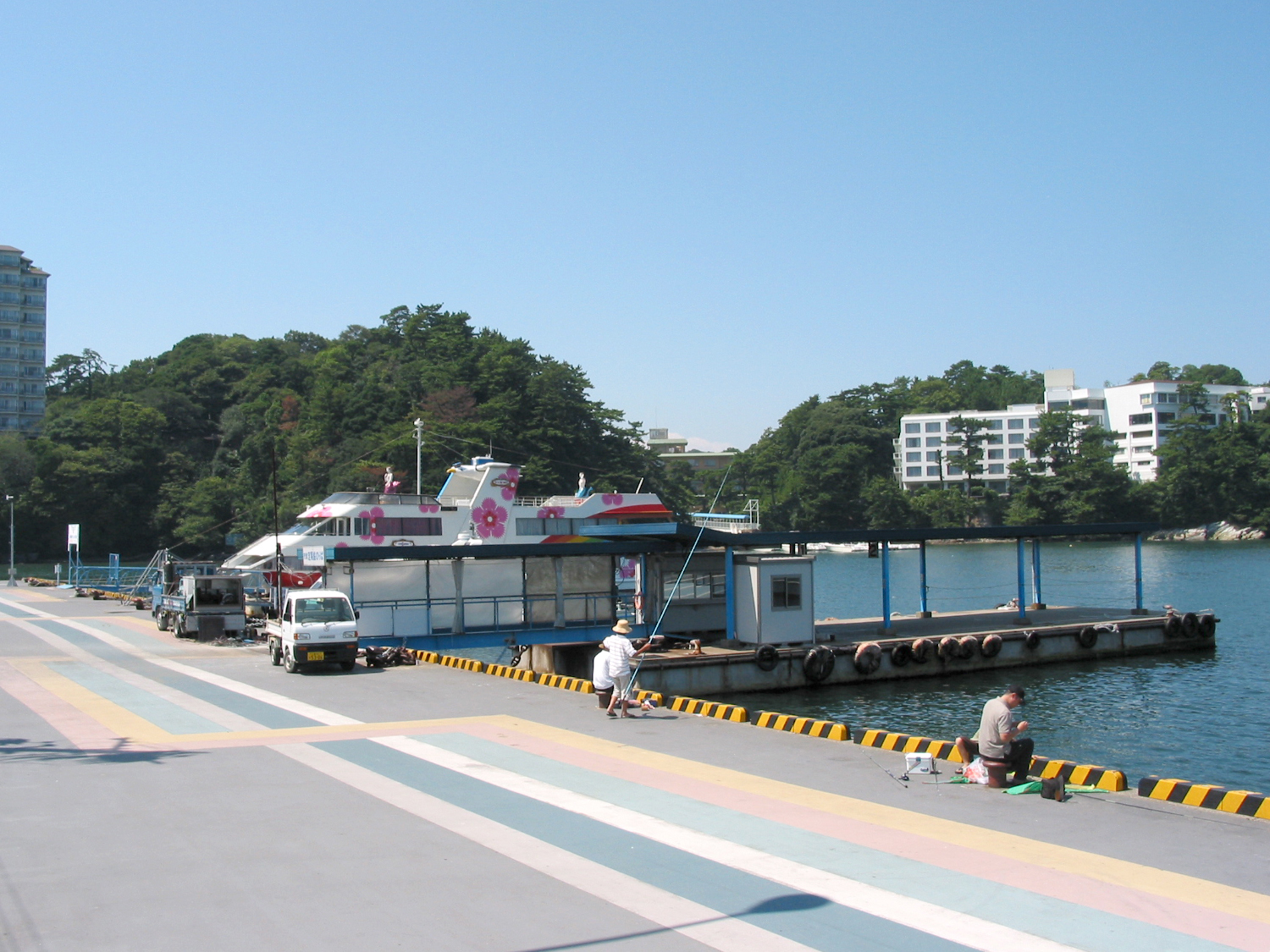
佐田浜港（2006年）

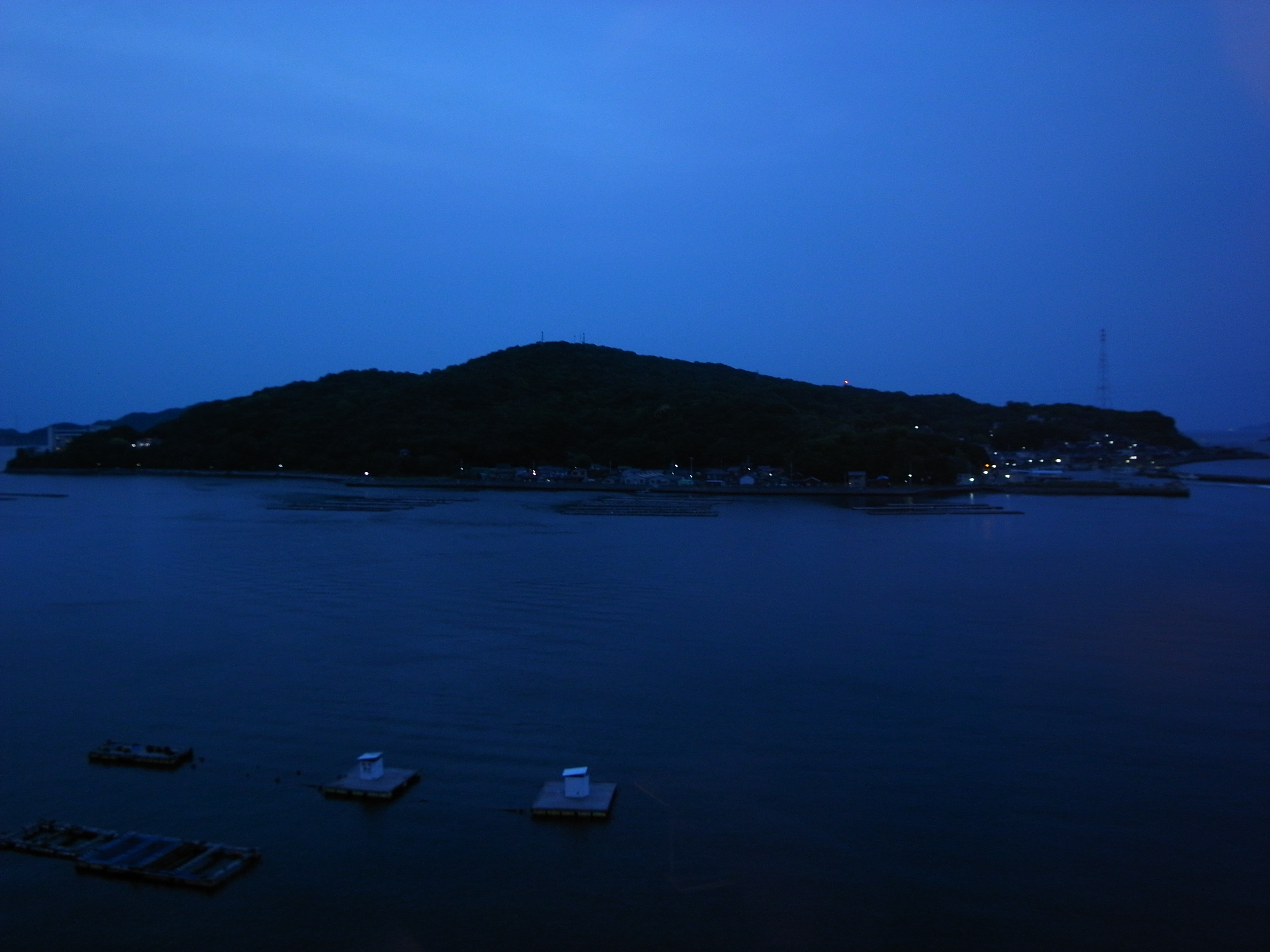
日没後の鳥羽湾

鳥羽港 （とばこう） は、三重県鳥羽市にある港湾。三重県が管理しており、地方港湾に指定されている。鳥羽市を港町たらしめてきた港であり、伊勢志摩の海の玄関口をなす重要な観光地でもある。
鳥羽湾（とばわん）と呼ばれることもあるが、同義である。1927年（昭和2年）に鳥羽湾が大阪毎日新聞社・東京日日新聞社主催の日本百景に選定された。

## 定義
三重県東部・志摩半島の北部、伊勢湾口に位置し、港湾面積は300haである。
次の地点を直線で結び、囲まれた海域が鳥羽港の範囲である。
- 日向島（通称イルカ島）東端 - 坂手島の田ノ崎
- 坂手島の尾ヶ崎 - 安楽島町安久志
- 日向島東端 - 小浜町の鳥羽グランドホテルのある岬
- 三重県道750号阿児磯部鳥羽線の安楽島大橋以東

### 港湾地区
鳥羽港は以下の7つの地区からなっている。
小浜（おはま）地区
小浜町。鳥羽十景に数えられる三ツ島やイルカ島が浮かぶ。
佐田浜（さだはま）地区
鳥羽一丁目。JR・近鉄鳥羽駅に隣接し、鳥羽市営定期船の佐田浜桟橋がある。
岩崎（いわさき）地区
鳥羽一・三丁目。ミキモト真珠島や鳥羽水族館といった観光スポットが集まる。鳥羽城の城下町でもある。かつてはここにも桟橋があったが、佐田浜に移った。
中之郷（なかのごう）地区
鳥羽三〜四丁目。伊勢湾フェリーの発着場と市営定期船の中之郷桟橋がある。魚市場が設置されており、多数の漁船が係留されている。
赤崎（あかさき）地区
鳥羽四丁目。鳥羽マリンベースや市営定期船の赤崎桟橋がある。
安楽島（あらしま）地区
大明東町及び安楽島町。鳥羽市立図書館や三重県立鳥羽高等学校などの文教地区や安楽島旅館街がある。鳥羽ドックの船舶修繕ドックがある。
坂手（さかて）地区
坂手町。坂手島の集落は南東部（坂手漁港）にあるため港湾区域外であるが、鳥羽港に含まれる西岸には鳥羽市水産研究所がある。

#### 佐田浜と中之郷
佐田浜と中之郷は鳥羽市営定期船の鳥羽本土の拠点である。佐田浜桟橋は鳥羽駅前、中之郷桟橋は中之郷駅前にある。
佐田浜
1961年（昭和36年）に計画が表面化し、地元住民の反対運動が発生した。1966年（昭和41年）6月2日に起工式を挙行し、3年の歳月をかけて68,000m2を埋め立てた。1970年（昭和45年）には岩崎地区から港湾業務の移転を完了し、鳥羽港の中心となった。
中之郷
1960年（昭和35年）に地盤沈下対策事業として鳥羽市が埋め立てを開始し、1974年（昭和49年）に三重県の事業に移行した。1980年（昭和55年）1月24日竣工。

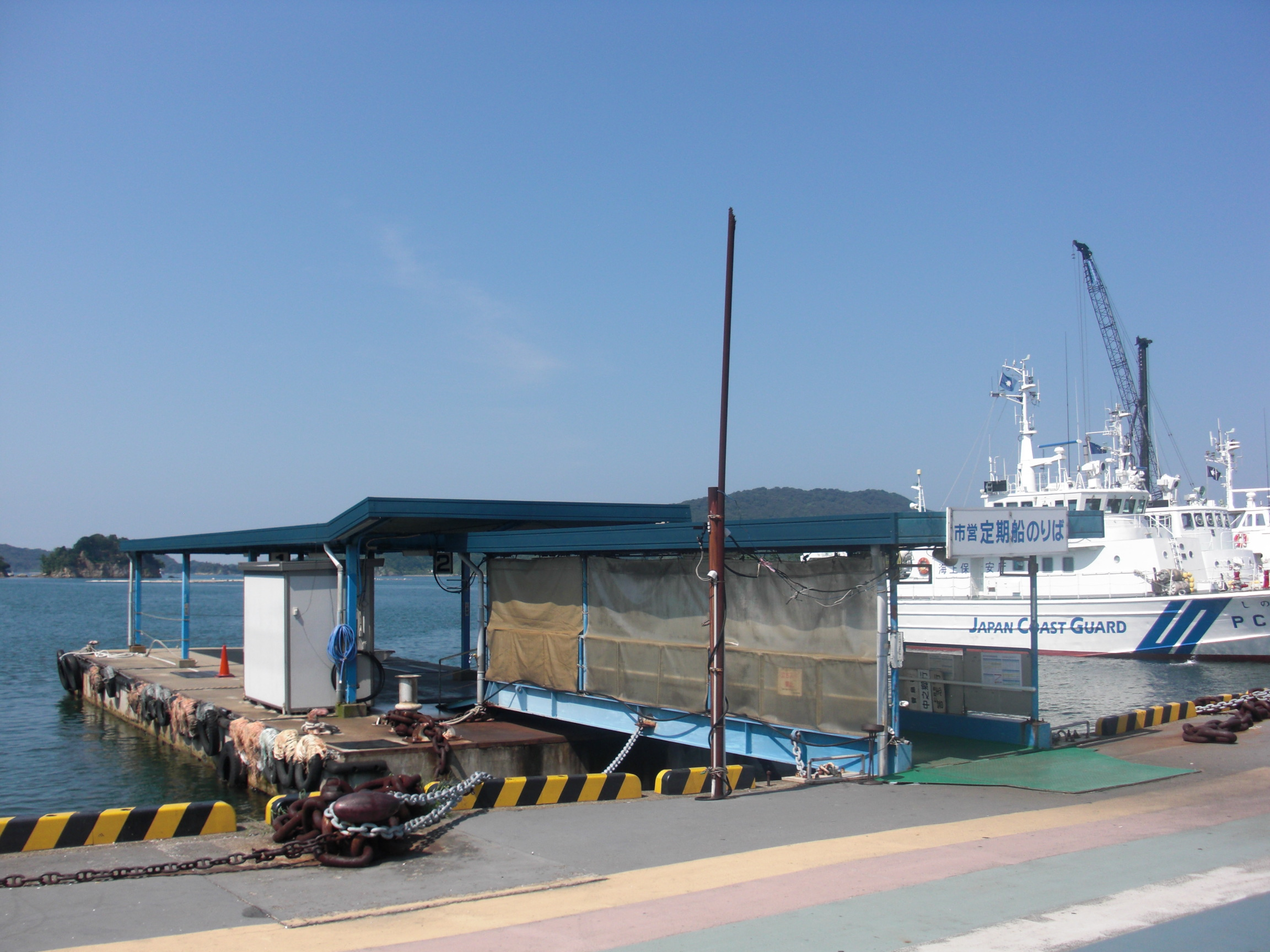
旧・佐田浜
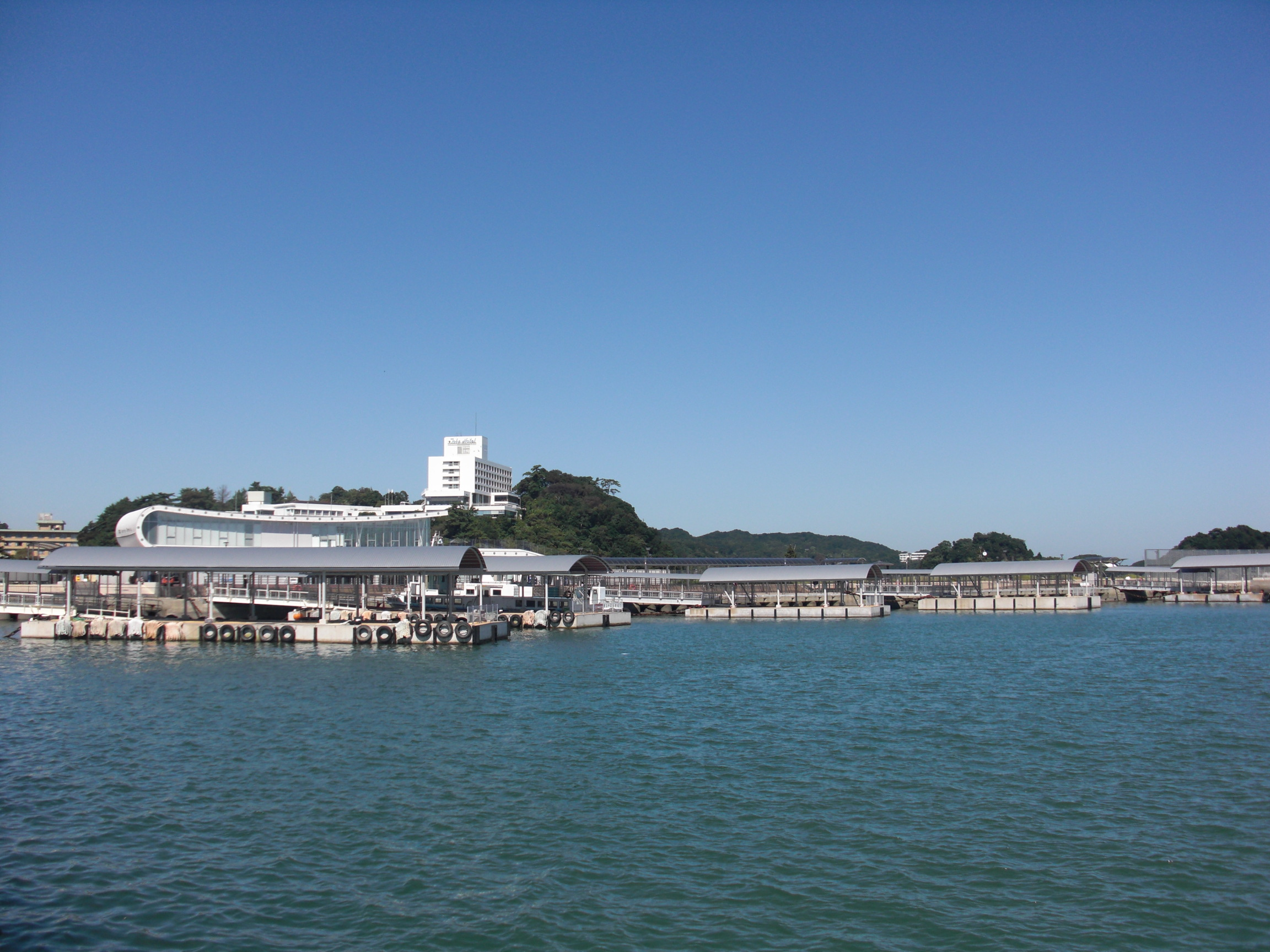
新・佐田浜
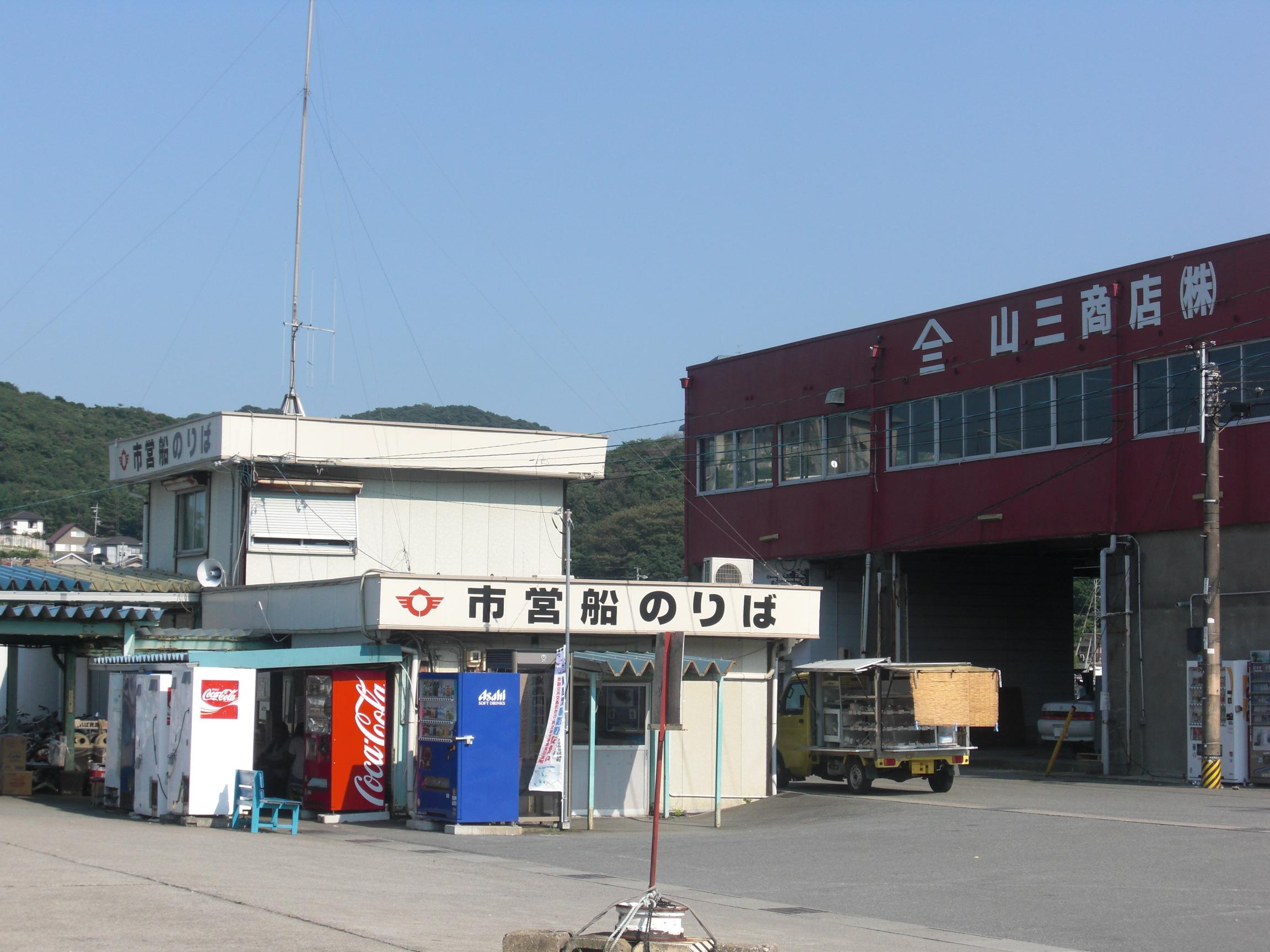
中之郷

## 歴史

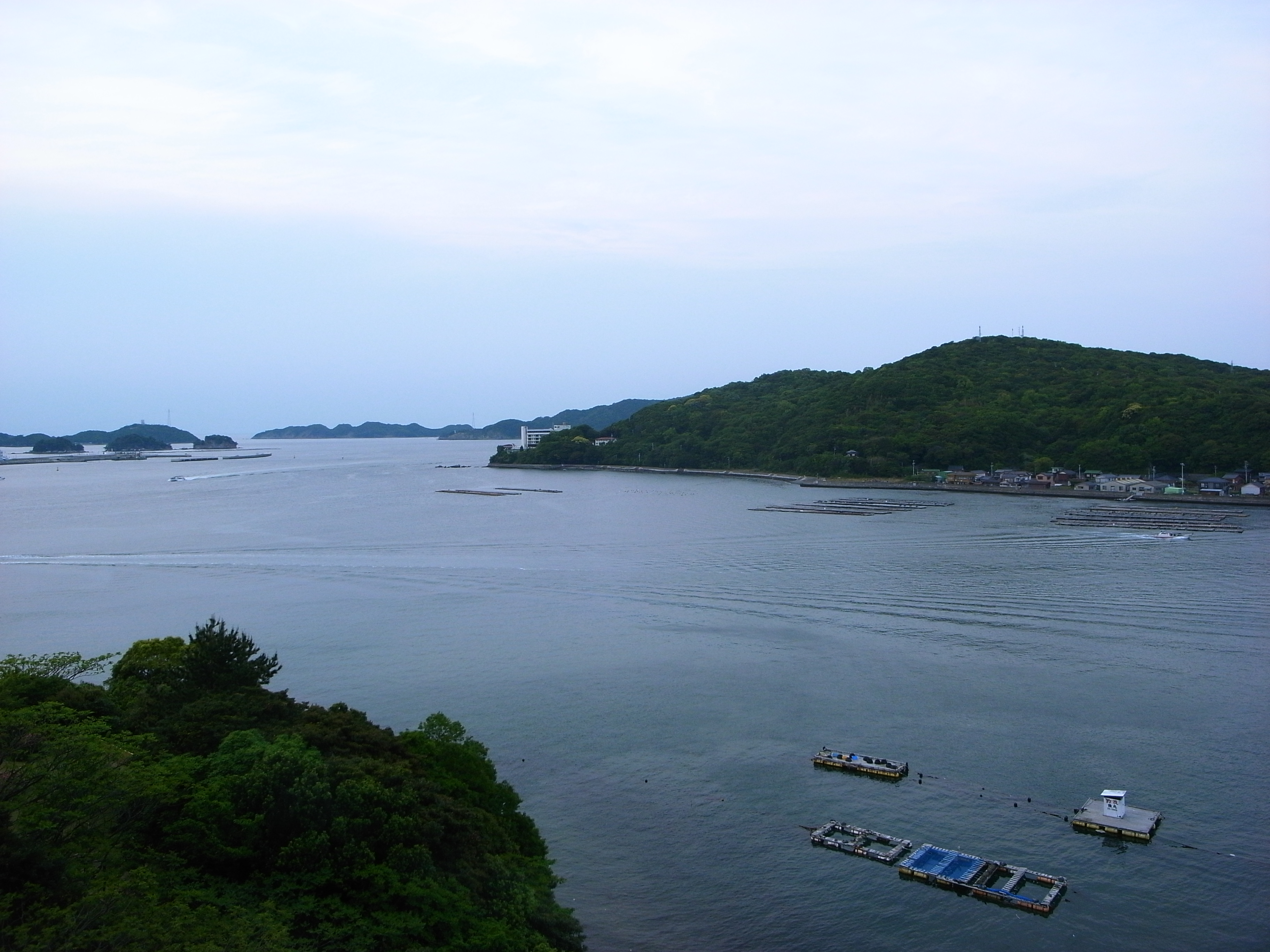

### 草創期
古代には泊浦（とまりのうら）と呼ばれ、水深は深く波が穏やかな天然の良港として知られていた。このため、「泊浦御厨」として伊勢神宮内宮の支配下におかれた。
室町時代から戦国時代にかけての志摩国は「志摩十三地頭」と称される海賊衆が各地区を治めていたが、その盟主的存在だったのは泊浦を支配していた橘主水であった。橘氏は泊浦に出入りする船舶を管理する地位にあり、十三地頭の間を取り持っていた。
そのような中、16世紀後半に英虞郡波切（現在の三重県志摩市大王町波切）の地頭だった九鬼嘉隆が突然反乱を起こし、一度は志摩国を追放されるが織田信長に仕えたことで再び志摩国を襲い、平定する。九鬼は答志郡鳥羽を本拠地とすることに決め、文禄3年（1594年）鳥羽城を築城した。鳥羽城は海に面した天然の要塞「樋の山」に築かれたことから別名「鳥羽の浮城」と称された。

### 成長期

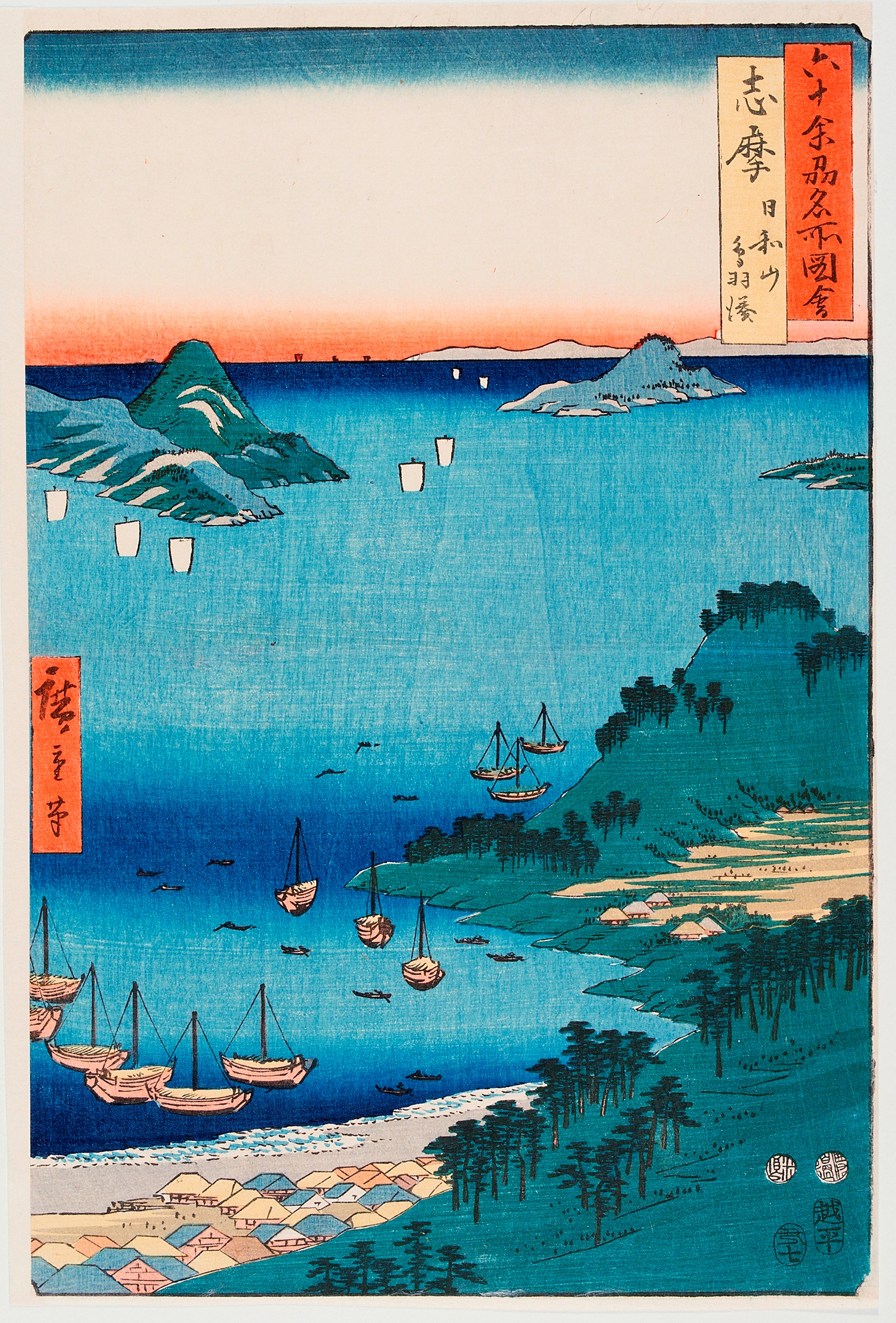
鳥羽湊と日和山を描いた浮世絵（歌川広重画）

江戸時代には鳥羽藩の藩庁が置かれ、城下町として発展する。また上方と江戸を結ぶ菱垣廻船や樽廻船が遠州灘を往来する際は必ず鳥羽港に寄港することとなった。港には廻船問屋や30余軒の船宿が立ち並び、大いに賑わった。文政年間に発行されたとされる『国々港くらべ』では西の港番付で堺港に次ぐ第2位（関脇）として鳥羽港を評価している。この重要性は幕府も認識しており、山田奉行所の職務の1つに「鳥羽港の警備」が含まれていた。そして鳥羽港に安全に入港できるよう、延宝元年（1673年）、菅島に「御篝堂（おかがりどう）」、神島に「御燈明堂」が幕府によって設けられた。これは、日本初の公設灯台とされている。
明治時代に入ると民間資本で鳥羽造船所（現在のシンフォニア テクノロジー株式会社鳥羽工場）が設置され、工業部門も発達する。明治44年（1911年）7月21日には鉄道省参宮線が乗り入れ、佐田浜に終着駅の鳥羽駅が開業、昭和4年（1929年）7月23日には志摩電鉄（現在の近鉄志摩線）が鳥羽駅以南を建設した。この結果鳥羽は志摩地方の中心地としての機能を増した。

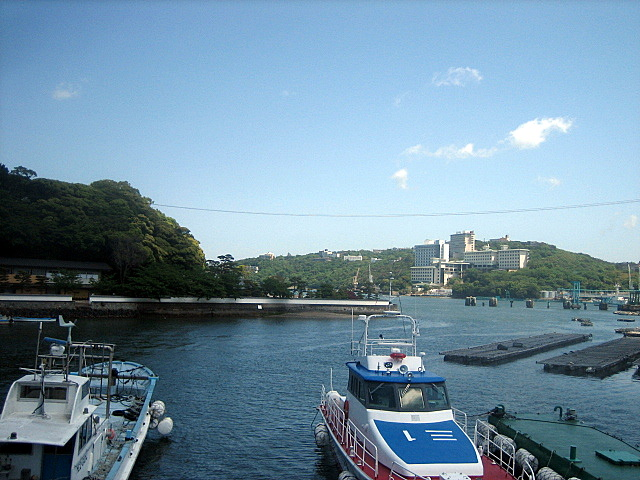
中之郷地区

### 転換期
昭和21年（1946年）11月20日、鳥羽港を含む志摩半島広域が伊勢志摩国立公園に指定される。この頃から観光港としての鳥羽港の歴史が本格的に幕を開ける。昭和40年〜47年（1965年〜1973年）には佐田浜から中之郷にかけて大規模な埋め立てが行われ、昭和39年（1964年）には伊勢湾フェリーが就航し愛知県の伊良湖岬と結ばれ、昭和48年（1974年）7月1日には南米航路を引退したぶらじる丸が鳥羽港に係留されることになった。ぶらじる丸は平成8年（1996年）まで「鳥羽ぶらじる丸」として一般に公開され、鳥羽市のシンボルになっていた。
そして昭和63年（1988年）7月9日、「三重サンベルトゾーン構想」が総合保養地域整備法（リゾート法）の適用第1号に認定され、鳥羽市においては鳥羽港を中心としたリゾート開発を行うことが決定した。
これと前後する形で昭和62年（1987年）に時の鳥羽市長が年頭記者会見で「鳥羽マリンタウン21」計画を発表し、2万tクラスの旅客船が接岸できる埠頭と複合観光施設を建設することを表明した。平成6年（1994年）には三重県の事業として工事が始まり、実際に動き出した。
行政主導の開発に加え、平成17年（2005年）3月には住民が中心となって計画した「カモメの散歩道」（鳥羽プロムナード）が完成した。同年度のグッドデザイン賞を受賞した鳥羽港沿岸の木製遊歩道で、新しい観光名所となっている。
鳥羽マリンタウン21計画は工事の遅れがあったが、港湾整備の第1期工区は完了、平成23年（2011年）4月1日から運用開始した。
その後、2009年に実施した鳥羽港改修工事について、三重県は情報公開請求を受け公文書19件を公開したが、うち12件について、一部が削除されるなど改竄が行われており、また一連の改竄が組織ぐるみで行われていたことが明らかとなっている。

## 鳥羽海上保安部
- 住所：三重県鳥羽市鳥羽一丁目2383番28号（佐田浜にある）

## 鳥羽マリンタウン21

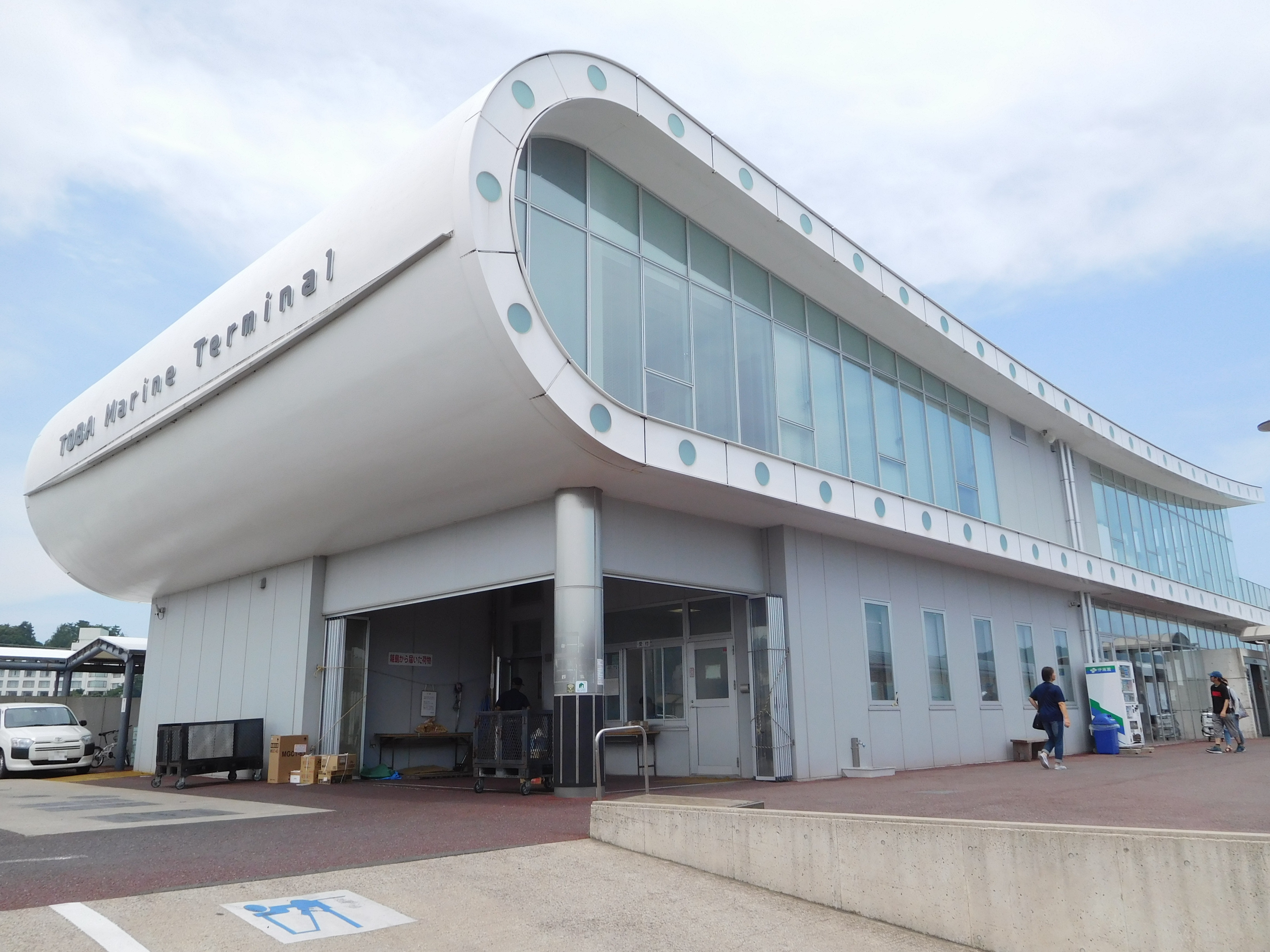
鳥羽マリンターミナル
鳥羽マリンタウン21により新築された。鳥羽港湾センターの後継施設に当たる。

鳥羽港を中心とした開発計画で、「港と背後の陸地を一体的に整備して、市民と観光客が行き交う魅力的な集い空間の創造による海の玄関口の形成」を目指している。1994年（平成6年）に事業が始まった。一帯は2012年（平成24年）3月にみなとオアシスに登録し、鳥羽マリンターミナルはみなとオアシスとばの中核施設である。

### 計画概要
「港湾整備」と「背後地の整備」の2つからなり、前者は主に三重県が、後者は鳥羽市が中心となって事業を進める。
港湾整備（三重県主体事業）
第1期工区と第2期工区に分けられ、第1期で防波堤の拡大、第2期で国際観光船埠頭の新設を行う。総事業費は約183億円で、約4.8haの埋め立てを伴う。（第1期：1.4ha、第2期：3.4ha）
第1期工区東防波堤（260m）、北防波堤（50m）、小型船埠頭浮桟橋（7基→5基）。第一期の総事業費は三重県負担分が125億円、鳥羽市負担分が4億円である。鳥羽マリンターミナル完成式は当初2011年（平成23年）3月26日に行われる予定であったが、東日本大震災により自粛、3月30日にアトラクション等をなくして挙行された。
- 親水防波堤 - テラスや展望デッキを配した、快適な散策空間。

第2期工区国際観光船埠頭（水深9m岸壁=240m、水深5m岸壁=105m）
2012年に中止が決定した。
- 小型船埠頭浮き桟橋（2基）
- シーサイド緑地 - 景観と港湾機能の両面を重視した開放的空間。
- 国際観光船埠頭 - 鳥羽マリンタウン21事業の中核に位置付けられていた施設。大型旅客船の沖合停泊を解消することが目的。完成後は2万tクラスの船が接岸できる予定だった。

背後地の整備（鳥羽市主体事業）
県の事業開始の3年後の1997年（平成9年）度に「活用計画」を策定したが、長引く不況の煽りを受け計画を変更した。代替案として市・住民・企業・有識者で構成する「とばみなとまちづくり計画検討会議」を設立して「とばみなとまちづくり計画」を策定する予定だったが、2007年（平成19年）に頓挫した。その後紆余曲折を経て2014年（平成26年）10月14日に鳥羽マルシェが開業した。
- 商業ゾーン（見直し前の計画）
  - 「鳥羽エンターテイメントヴィレッジ」（仮称）と称する観光商業施設を民間の資本を主体として建設する。物販・飲食店や展望タワーの設置を予定していた。構想では8階建てのビルになる予定だった。

### 計画の遅延、中止
当初の計画では第1期・第2期の区別はなく、2004年（平成16年）度には完工予定であった。しかし埋め立て区域の地盤が想定以上に軟弱であることが判明し、工期の分割・延長と工費の増大を招いた。また、延長して2008年（平成20年）度中に完成予定だった第1期工区は2009年4月になっても工事が終わっていなかった。これに対して市民からは「第2期工区の見直しを」、「（マリンタウン21計画が）どうなっているのか全く分からない」といった疑問や否定の声が上がった。一方の木田久主一市長はマリンタウン21を市の活性化の軸として位置付けていた。2012年、第2期工区の中止が決定した。

### 関連する事業
鳥羽元気再生事業推進協議会は、2008年に内閣府が公募した「地方の元気再生事業」に「〜伊勢志摩地域の歴史・文化資源を紡ぐ〜国際観光・海洋文化都市 鳥羽の創造にむけて（海の国再生事業）」として応募し、全国1,186件の中から採択された120件のうちの1つとして選ばれた。事業コンセプトを「とば・海・光・絵」とし、以下の3つの事業を鳥羽マリンタウン21と連動して行うこととしている。
1. 海の駅構想
2. 夜歩き出来るまちづくり
3. 鳥羽の歴史・海洋文化と海洋観光都市としてのブランド・アイデンティティーの発信

## 貨物
| 取扱量の変遷 \| 年 \| 貨物量（t） \| \| 1999 \| 3,182,984 \| \| 2000 \| 3,510,501 \| \| 2001 \| 3,124,511 \| \| 2002 \| 3,097,118 \| \| 2003 \| 2,623,126 \| \| 2004 \| 2,405,503 \| | 移出（2004年取扱貨物、重量順） 全計…1,277,944t 1.フェリー…985,650t 2.石材…280,450t 3.砂利・砂…3,750t 4.石油製品…2,456t 5.廃棄物…1,600t なお、水産品はわずか272tで14位である。 | 移入（2004年取扱貨物、重量順） 全計…1,127,559t 1.フェリー…1,093,605t 2.石材…21,635t 3.石油製品…6,520t 4.重油…4,986t 5.日用品…438t なお、水産品は299tで6位である。 |
| 年 | 貨物量（t） | |
| 1999 | 3,182,984 | |
| 2000 | 3,510,501 | |
| 2001 | 3,124,511 | |
| 2002 | 3,097,118 | |
| 2003 | 2,623,126 | |
| 2004 | 2,405,503 | |

## 入港船隻数
| \| 年 \| 隻数（隻） \| \| 1999 \| 33,487 \| \| 2000 \| 28,373 \| \| 2001 \| 27,252 \| \| 2002 \| 30,796 \| \| 2003 \| 32,129 \| \| 2004 \| 29,664 \| |            |
| 年 | 隻数（隻） |
| 1999 | 33,487     |
| 2000 | 28,373     |
| 2001 | 27,252     |
| 2002 | 30,796     |
| 2003 | 32,129     |
| 2004 | 29,664     |

## 観光港としての鳥羽港
鳥羽港は鳥羽市が基幹産業としている観光の拠点でもある。主な施設としては以下のものが挙げられる。
- 鳥羽水族館
  - 1955年開館の私立水族館。ジュゴンの飼育で知られ、通算入場者数は日本一。隣接して鳥羽オルゴール館やTOBAパールタウンがある。
- イルカ島海洋遊園地
  - 志摩マリンレジャーが運営する遊園地。イルカやアシカのショーなどが楽しめる。
- ミキモト真珠島
  - 真珠王御木本幸吉が真珠養殖に成功した島でミキモトの子会社が所有する。真珠博物館や御木本幸吉記念館など。
- 日和山
  - その名の通り、江戸時代に天気を見るために船乗りらが利用した山で御影石でできた方位石が置かれている。標高はわずか69m。昭和8年（1933年）には「日和山エレベーター」が設置され気軽に訪問できたが、昭和52年（1977年）に焼失し再建されることはなかった [21]。
- 江戸川乱歩館
  - 岩田準一の生家を利用した施設「鳥羽みなとまち文学館〜江戸川乱歩館〜」だったが、2021年10月の火災により移転し、展示内容を江戸川乱歩と岩田準一に特化した施設として2023年4月29日に再オープンした[22]。

### 鳥羽みなとまつり
例年7月の第4金曜日に佐田浜周辺で開催される海上花火大会。金刀比羅宮鳥羽分社の祭典でもあり、海上御渡（海上パレード）なども行われる
。当日夜の近鉄鳥羽線は首都圏の通勤ラッシュ並みに混雑する。 

現在では夏祭りで1日の開催だが、第1回は「パールカーニバル 鳥羽みなとまつり」の名で1950年（昭和25年）4月23日から5月7日にかけて開催された。「鳥羽の将来は観光で生きていく以外にない」として観光振興に力を注いでいた鳥羽町長の佐藤忠により企画された。祭りの最中には日本放送協会（NHK）の協力を得て、当時放送されていたラジオ番組『街頭録音』の収録が行われたほか、オーケストラが招待された。催しとしては、日和山で「甘党の山」・「辛党の山」と称する茶屋を開き、常安寺で昭和天皇の採集された標本の展示が開かれたが、目玉行事は海女
らがサザエ取りを競う「海女コンクール」であった。このコンクールは、「海女券」を買って優勝しそうな海女に賭けるものだった。このように、第1回みなとまつりは現在とは趣が大きく異なる祭りであった。
また、第1回には観光キャラバン隊が大阪市で祭りの約1か月前に広報活動を行っている。心斎橋筋でチラシとマッチを配布したほか、大阪の新聞社の「新聞記事にしたい」という要望に応え、堂島川で答志島から来た海女による実演が行われた。

## 定期航路
鳥羽市営定期船を始め、伊勢湾フェリーや観光船が就航している。

### 鳥羽市営定期船
鳥羽港（中之郷桟橋・佐田浜桟橋）と鳥羽市沖の坂手島、菅島、答志島（答志港・和具港・桃取港）、神島を結ぶ。鳥羽市定期船課が運航。各島ごとに便数や船賃などが大きく異なる。

### 伊勢湾フェリー
鳥羽港と対岸の渥美半島にある伊良湖港を結ぶ。1964年就航。国道42号・259号の重複区間の海上部分に指定されている。
過去に就航していた航路
- 鳥羽 - 師崎：1976年10月～2005年2月9日。
- 鳥羽 - 常滑：2005年2月9日～2007年3月31日。

### 観光船
2009年5月現在、以下の航路が定期的に運航している。
志摩マリンレジャー
以下の2航路を運航している。
- 「鳥羽湾めぐりとイルカ島」コース
- 「鳥羽湾海上バーベキュー」コース

### 過去の就航便
- 鳥羽 - 品川航路（月2便、鳥羽郵船・東京郵船、1873年3月15日〜）[25]
- 鳥羽 - 熱田航路（日1便、大阪商船、1900年4月20日〜）[25]
- 1921年（大正10年）時点で運航していた便
  - 鳥羽 - 蒲郡汽船（東京湾汽船、1933年〜）[25]
  - 鳥羽 - 波切
  - 鳥羽 - 浜島
  - 大阪 - 熱田（寄港便）
  - 熱田 - 木本（寄港便）
- 鳥羽 - 蒲郡（愛知商船、1938年3月〜）[25]
- 名古屋 - 鳥羽 - 蒲郡航路（愛知商船、1948年11月〜）[25]
- 名古屋 - 鳥羽水中翼船（愛知観光船、1962年8月1日〜1976年10月1日）[25]
- 蒲郡 - 鳥羽水中翼船（愛知観光船、1962年8月1日〜1963年10月8日）[25]
- 豊橋 - 鳥羽水中翼船（名鉄海上観光船、1963年10月9日〜）[25]
- 二見 - 鳥羽航路（二見観光汽船、1967年8月10日〜）[25]
- 鳥羽 - 西浦 - 蒲郡ホバークラフト（志摩勝浦観光船・名鉄海上観光船、1969年7月22日〜1979年9月2日）[25]

- 鳥羽市営定期船
  - 鏡浦航路[26]（鳥羽 - 本浦 - 今浦 - 石鏡、1958年（昭和33年）2月14日〜1975年（昭和50年）4月）